# Walter Legge
Walter Legge   (Londres, 1 de juny de 1906 - Sant Joan de Cap Ferrat, 22 de març de 1979) va ser un productor discogràfic anglès de música clàssica, sobretot associat a "EMI". Els seus enregistraments inclouen molts conjunts considerats més tard com a clàssics i reeditats per EMI com a "Great Recordings of the Century". Va treballar a la indústria discogràfica des de 1927, combinant-ho amb el càrrec de crític musical júnior de "The Manchester Guardian". Va ser ajudant de Sir Thomas Beecham al Royal Opera House, Covent Garden, i a la Segona Guerra Mundial va tenir un paper important per portar música a les forces armades i als civils.
Després de la guerra, Legge va fundar lOrquestra Philharmonia i va treballar per a EMI com a productor d'enregistrament. Als anys seixanta, es va barallar amb EMI i va dimitir. Va intentar dissoldre la Philharmonia el 1964, però l'orquestra va continuar sent un organisme independent sense ell. Després d'això, no va tenir feina permanent i es va limitar a impartir classes magistrals i supervisar els enregistraments de la seva segona esposa, Elisabeth Schwarzkopf.

## Biografia
Anys de joventut
Legge va néixer a Shepherds Bush, Londres, on el seu pare era sastre. Va ser educat a la "Latymer Upper School" de Hammersmith. Va destacar en llatí i francès, però no va rebre formació musical. Va deixar l'escola als 16 anys i no va tenir més educació formal. Encoratjat pel seu pare, va desenvolupar el gust per la música i, en particular, per Richard Wagner, a la recerca del qual es va ensenyar a llegir música i a parlar alemany.
Legge es va incorporar per primer cop a HMV el 1927, escrivint àlbums i notes analítiques i còpia per a la revista mensual de venda minorista "The Voice", però va cridar l'atenció del principal productor discogràfic, Fred Gaisberg, i aviat va tenir un paper actiu en els procediments de gravació de HMV. Entre 1933 i 1938, Legge també va treballar com a crític musical per a "The Manchester Guardian".
En els anys d'abans de la guerra, Legge va ser pioner en els enregistraments de "subscripció", mitjançant els quals es convidava al públic a pagar per endavant les seves còpies de futures gravacions, fent així econòmicament possible que EMI fes enregistraments tan nínxols però clàssics com les cançons. d'Hugo Wolf i les obres completes per a piano de Beethoven (interpretades per Artur Schnabel). Un altre enregistrament previ a la guerra supervisat per Legge, que ha estat reeditat en LP i CD, va ser el conjunt de Sir Thomas Beecham de La flauta màgica, realitzat a Berlín el 1937. Beecham va convidar a Legge a unir-se a ell a l'Opera com a ajudant de direcció artística. Amb la mà lliure de Beecham, va contractar Richard Tauber, Jussi Björling, Maria Reining, Hilde Konetzni, Julius Patzak i Helge Rosvaenge en els seus debuts a Covent Garden.
Durant la Segona Guerra Mundial, la mala vista de Legge li va impedir servir a les forces armades. A instàncies de Beecham, va assumir la vessant musical d'ENSA, organitzant concerts per a tropes britàniques a tot el món i assegurant els serveis de músics com Solomon, Sir Adrian Boult i John Barbirolli. Es va casar amb la cantant Nancy Evans; es van divorciar el 1948.

## EMI i la Philharmonia
Després de la guerra, Legge es va posar a treballar per actualitzar el catàleg d'EMI i la seva llista d'intèrprets estrella. Va establir la seva base a Viena, llavors encara ocupada pels aliats, i va contractar artistes alemanys i austríacs que aleshores no tenien feina. Entre aquests intèrprets hi havia Josef Krips, Irmgard Seefried, Ljuba Welitsch, Hans Hotter, Ludwig Weber, Herbert von Karajan i Elisabeth Schwarzkopf (amb qui Legge es va casar el 1953). Més tard va ser un dels primers a detectar el potencial de Maria Callas, les gravacions d'estudi de la qual va produir per a EMI. El repertori que va escollir enregistrar era ampli, tot i que no s'estenia molt abans que Händel i entre els compositors moderns concentrats en allò accessible i diatònic. Des dels anys quaranta fins als seixanta va supervisar una llarga sèrie d'enregistraments de les obres de William Walton.
Legge havia promogut alguns recitals de Lieder abans de la guerra, però el 1945, trobant la seva influència a Covent Garden molt minvada sota la direcció de David Webster, es va aventurar de nou a promoure concerts. Per a aquests, i per als enregistraments, va fundar una nova orquestra, la Philharmonia. Beecham va dirigir el seu primer concert (a canvi d'un cigarret) però no va voler ser l'empleat del seu antic ajudant i aviat va fundar la Royal Philharmonic en competència amb la Philharmonia. En els seus primers anys, la Philharmonia es va identificar estretament amb Karajan, però quan va dedicar la seva atenció a la Filharmònica de Berlín, Legge va treballar cada vegada més amb Otto Klemperer, un destacat director dels anys vint i trenta, la carrera de la qual va revitalitzar Legge. Altres eminents músics de l'època que Legge va convèncer per dirigir la Philharmonia van ser Wilhelm Furtwängler, Arturo Toscanini i Richard Strauss. En el seu moment àlgid dels anys 50, la Philharmonia va ser àmpliament valorada com la millor orquestra britànica i una de les millors orquestres del món. El 1964, preocupat pel que veia com a estàndards caiguts, Legge va dissoldre l'orquestra, que es va tornar a formar com la Nova Philharmonia, sense ell, però amb Klemperer com a director principal.

## Els darrers anys
L'empresari de Legge, EMI, va tolerar els seus camins independents durant molts anys, però als anys seixanta es van intentar reduir la seva llibertat d'elecció del repertori i, finalment, el 1964 va dimitir. Les seves memòries, editades per Elisabeth Schwarzkopf i publicades el 1982, exposaven el seu desencís envers EMI i els seus comitès interns cada vegada més poderosos:
| « | <Estic convençut que a les arts, els comitès no serveixen per a res. El que cal són persones com Karajan, Culshaw i jo; sabem no només aconseguir els millors resultats artístics sinó atraure el públic i dur a terme tota l'operació amb col·laboradors acuradament escollits. La democràcia és fatal per a les arts; només condueix al caos o a la consecució de nous i menors denominadors comuns de qualitat.> | » |

 A la jubilació, Legge, juntament amb Schwarzkopf, va oferir moltes classes magistrals conjuntes per a joves cantants, però no va aconseguir una feina permanent. Se li va oferir i va acceptar la direcció del Festival de Wexford, però va patir un atac cardíac invalidant el 1967 abans de poder ocupar el càrrec i es va retirar. Va continuar supervisant els enregistraments EMI realitzats per la seva dona, però l'incompliment amb la companyia es va completar quan el 1977 i el 1979 va produir els seus últims enregistraments no per a EMI sinó per a Decca, el gran rival d'EMI.
Legge va morir a Saint-Jean-Cap-Ferrat, França, a l'edat de 72 anys. Va ser incinerat i les seves cendres es van col·locar inicialment a prop de les de Hugo Wolf a Viena, tal com havia sol·licitat. Després de la mort d'Elisabeth Schwarzkopf el 2006, les seves cendres van ser enterrades al costat dels seus pares a Zumikon, prop de Zuric, on havia viscut des del 1982 fins al 2003.

## Llegat musical
De vegades es qüestionava el judici artístic de Legge. Era estèticament conservador; va escriure a un amic: "Si es permet que els productors i els dissenyadors escènics continuïn escrivint grafits, vulgaritat i estupidesa en obres mestres... per no parlar de Chéreau a Bayreuth, ens veurem obligats a insistir perquè escriguin el llibret i la música perquè coincideixin amb deixalles que van posar a l'escenari!" Legge va predir a John Culshaw i Georg Solti que la seva gravació "Deca" de Das Rheingold no es vendria; es va convertir en un best-seller clàssic. Va ser responsable de tres enregistraments de La flauta màgica, dirigits per Beecham, Karajan i Klemperer, cadascun dels quals van incorre la desaprovació dels crítics per haver omès el diàleg parlat. El seu enregistrament de Fidelio sota Klemperer s'ha comparat desfavorablement amb l'enregistrament en viu contemporani de Klemperer de Covent Garden, basant-se en el fet que els cantants escollits de Legge eren menys efectius que els seus rivals de la ROH. Desconfiava de la gravació estèreo i es va resistir durant tot el temps que va poder.
No obstant això, el llegat de Legge és "un gran nombre d'enregistraments pendents que estableixen estàndards poc probable que siguin superats". Els seus enregistraments de The Dream of Gerontius (Sargent), Tristan und Isolde (Furtwängler), Tosca (De Sabata), Der Rosenkavalier i Falstaff (Karajan), Così fan tutte (Böhm) i el repertori simfònic alemany bàsic (Klemperer, Furtwängler, Karajan...) han romàs al catàleg durant dècades, primer en LP i després en CD.